# Dikoolstofmonoxide
Dikoolstofmonoxide, {\displaystyle {\ce {C2O}}}, is een chemische verbinding waarvan de moleculen uit twee koolstof-atomen en één zuurstof-atoom bestaan. Het molecuul is lineair, en vanwege zijn eenvoud is het een interessante verbinding in verschillende deelgebieden van de scheikunde. De stof is echter ook extreem reactief, zodat hij in het gewone leven van de chemicus niet voorkomt. De stof kan beschreven worden als een cumuleen en als een koolstofoxide.

## Synthese en voorkomen
In de literatuur zijn verschillende synthese-methoden voor dikoolstofmonoxide beschreven:
- als product van de fotolyse van koolstofsuboxide:[2][3]

{\displaystyle {\ce {C3O2\ ->[{\ce {h\nu }}][{\ce {\ }}]\ CO\ +\ C2O}}}
De omgekeerde reactie is ook mogelijk, daarbij ontstaat koolstofsuboxide uit {\displaystyle {\ce {C2O}}} en {\displaystyle {\ce {CO}}}.
- als bijproduct in de radiolyse van koolstofdioxide. de reactie verloopt in een aantal stappen:[4]

{\displaystyle {\ce {CO2\ ->[{\ce {\gamma }}][{\ce {\ }}]\ CO\ +\ O}}}
{\displaystyle {\ce {CO2\ ->[{\ce {\gamma }}][{\ce {\ }}]\ C\ +\ 2O}}}
{\displaystyle {\ce {CO\ +\ C\ ->\ C2O}}}
Ondanks zijn instabiliteit bestaat het molecuul lang genoeg om de reacties ervan met stikstofmonoxide en stikstofdioxide te kunnen bestuderen.
Onder de naam ketenylideen is de verbinding in de organometaalchemie bekend als ligand in metaal-carbonylcomplexen, bijvoorbeeld: {\displaystyle {\ce {[OC2Co3(CO)9]^{+}}}}. ketenylidenen worden voorgesteld als intermediairen in het Fischer-Tropsch-proces waarin koolstofmonoxide en waterstof worden omgezet in brandstoffen op basis van koolwaterstoffen.
De organofosforverbinding {\displaystyle {\ce {(C6H5)3PCCO}}} (CAS# 15596-07-3) bevat het structuurelement van dikoolstofmonoxide. Deze gele vaste stof wordt soms aangeduid als "Bestmann's ylide".